# Алджи-золотоискатель
«Алджи-золотоискатель» (англ. Algie, the miner, 1912) — немой короткометражный фильм Эдварда Уоррена.

## Сюжет
Изнеженный мужчина хочет жениться на девушке. Отец девушки выдвигает ему условие: Алджи должен доказать, что он мужчина с большой буквы М и даёт ему на это дело один год. Ну, что делать: Алджи отправляется на дикий Запад. Когда он сходит с поезда, его встречают два бандита. Что же делает Алджи? Он целует их по очереди. После этого бандиты дают ему пистолет и отводят к себе. Алджи привыкает к их компании и учится владеть пистолетом. Когда они отправляются на золотые прииски, бандита захватывают другие бандиты и Алджи спасает его с помощью пистолета. С этого времени бандит начинает относиться к Алджи с уважением. В финале фильма Алджи идёт к отцу девушки и приставляет пистолет ему к виску.